# Potionci
Potionci falu Romániában, Erdélyben, Fehér megyében.

## Fekvése
Aranyosfő közelében fekvő település.

## Története
Potionci korábban Aranyosfő része volt, 1956 körül vált külön, ekkor 102 lakosa volt.
1966-ban 146, 1977-ben 128, 1992-ben 88, 2002-ben pedig 84 román lakosa volt.